# Horselberg
Hörselberg è una catena montuosa della Turingia che si snoda ad est della città di Eisenach.
La catena deve il nome al vicino fiume Hörsel.
Sullo scosceso versante nord occidentale della catena si trova una caverna chiamata Hörselbergloch (o Grotta di Venere): dall'imboccatura della grotta si sente un rumore scrosciante di acqua, e gli abitanti della valle immaginavano che dalla grotta uscissero di notte lamenti, grida e risate demoniache. C'era chi giurava d'aver visto all'ingresso della grotta delle bellezze femminili che invitavano a entrare, per cui la superstizione voleva che qui vivesse Venere e vi tenesse la sua corte.

## Morfologia
La catena si estende da nord-ovest a sud-est all'estremità dei monti della Turingia occidentale.
Composta principalmente di arenaria rossa e Muschelkalk del Triassico medio, si presenta come una catena di colline generalmente non troppo aspre, la cui massima altitudine raggiunge i 484 m s.l.m.; ricoperte di boschi, ma intervallate da sporadici versanti rocciosi più precipiti. I massicci di Kleine Hörselberg, Herrenberg e Großer Hörselberg offrono sui versanti meridionali pareti di calcare alte fino a 75 metri che scendono ripide fino al fiume Hörsel, ma si presentano come dolci colline sul lato nord, verso la valle del fiume Nesse.
Con i movimenti degli strati delle rocce sedimentarie, vennero a formarsi delle crepe e fessure interne, che gradualmente si espansero a causa delle infiltrazioni di acqua superficiale, in un processo che durò migliaia di anni. In seguito all'erosione della montagna, sono emerse varie caverne sui bordi delle scogliere.

### Cime principali
- Großer Hörselberg (484,2 m)
- Großer Herrenberg (452 m)
- Kleiner Hörselberg (436,2 m)
- Kleiner Herrenberg (430,7 m)
- Alte Wacht (416,6 m)
- Herrenberg (366,2 m)
- Huhrodt (368,6 m)
- Hühnerberg (360 m)
- Trenkelberg (327,7 m)
- Sperrlingskuppe (300 m)

## Tradizione e letteratura
Gli Hörselberg erano già frequentati in epoca preistorica ed erano considerati residenza delle divinità. In particolare, secondo la tradizione popolare, la grotta Hörselbergloch era un luogo di culto germanico. Il loro nome risale alla dea pagana Holba (anche nota come Holda, Hulda o Frau Holle) moglie di Wotan, divinità principale della mitologia norrenna. In un contesto di cristianizzazione e repressione dei culti pagani, il vicino sito Sättelstädt (insediamento del VIII secolo posto sotto il Großer Hörselberg) fu ribattezzato Satansstätte, come riportato dalla leggenda sul destino di Re Reinswig.
Il geografo e filosofo Johann Gottfried Gregorii von Melissantes ha pubblicò una descrizione dell'Hörselberg e del suo mondo leggendario nel suo Berglexikon all'inizio del XVIII secolo. A partire dal XIX secolo si occuparono delle leggende dell'Hörselberg gli scrittori Johann Gustav Gottlieb Büsching, Christian August Vulpius, Ludwig Bechstein, e altri noti scrittori romantici tra cui Achim von Arnim e Wilhelm Grimm.
Negli Hörselberg è stato identificato anche il Venusberg della leggenda di Tannhäuser, da cui trasse ispirazione Richard Wagner per la sua opera. Tannhäuser era un trovatore (minnesänger) e cavaliere franco, che attratto nel regno di Venere nel cuore della montagna vi restò imprigionato per un anno intero.
Un'altra storia è quella legata al cavaliere Waltmann von Sättelstätt, che può essere fatta risalire a una storia vera. Nel XIX secolo, Ludwig Bechstein raccolse un gran numero di storie e leggende basate sul modello dei fratelli Grimm.

## Storia

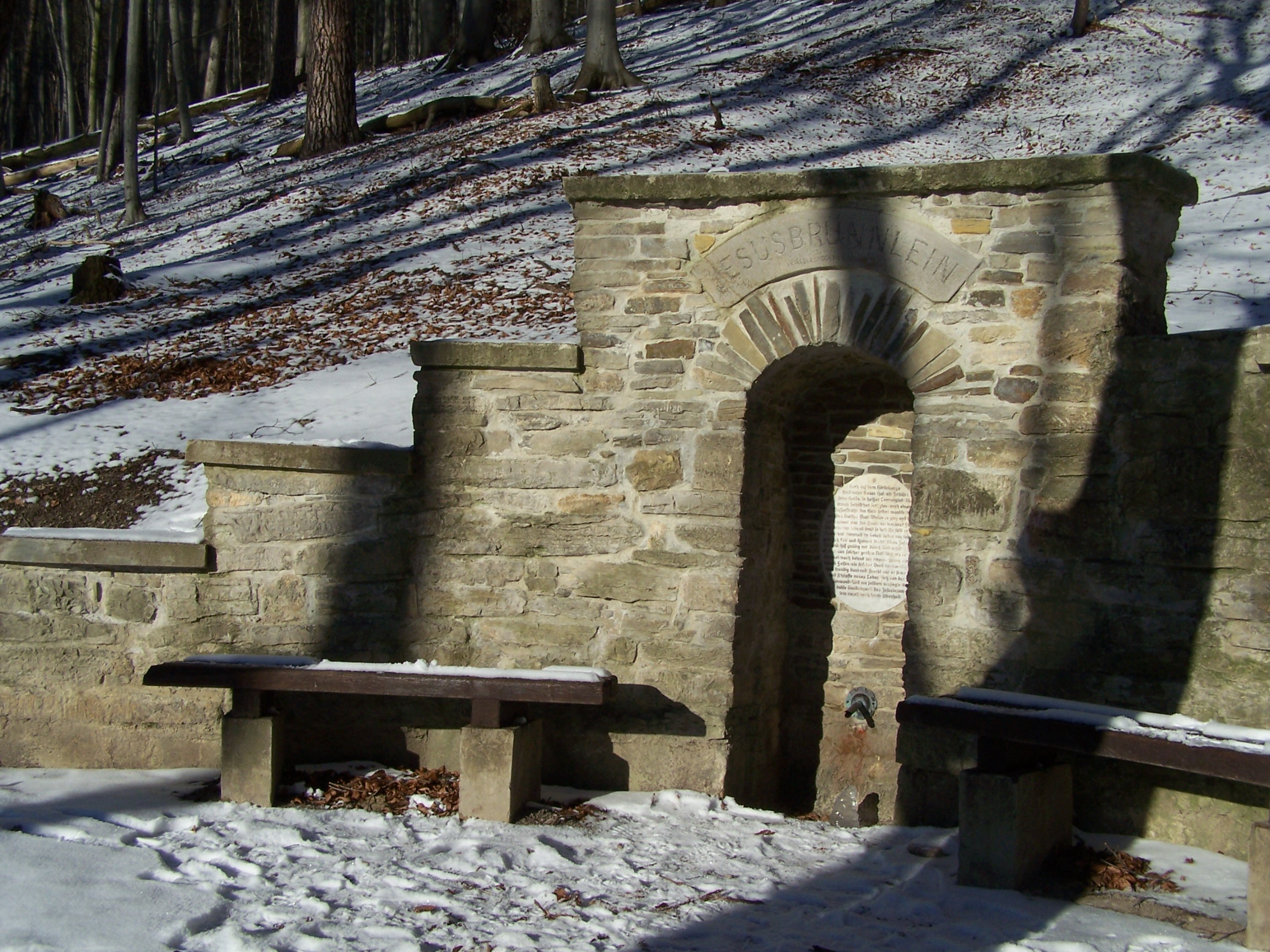
Fontana di Jesusbrünnlein

L'Hörselberg ha sempre avuto un ruolo importante nella vita dei villaggi circostanti. Sul cosiddetto "prato della farmacia" si trovano erbe medicinali per la cura e la prevenzione delle malattie. Fino al 1920 l'altopiano quasi privo di foreste era frequentato da pastori, che pascolavano le greggi sul versante settentrionale fino alle alte quote (sulle terrazze collinari del Kleiner Hörselberg). La mancanza di fonti d'acqua probabilmente ha impedito un insediamento permanente dell'altopiano. Sulla montagna c'erano inoltre cave di calcare, stimato come ottimo materiale da costruzione.
Nel XIX secolo la montagna divenne anche destinazione turistica grazie alle leggende della grotta di Venere. Nel 1880 una associazione per le foreste della Turingia incoraggiò la costruzione di un rifugio sul Großer Hörselberg: superate le difficoltà burocratiche e finanziarie, nel 1887 fu eretta una capanna di tronchi, che a malapena ospitava i gruppi di visitatori del fine settimana, ma successivamente i finanziatori hanno accettato di costruire l'imponente rifugio Hörselberg-Schutzhaus, inaugurato il 6 luglio 1890. Dopo il 1915, sono stati aggiunti un'estensione sul lato nord e una cabina separata per 100 visitatori, e diverse cisterne per 'acqua. L'attività economica di Hörselberg è stata redditizia fino agli anni '30.
Nel 1930 Bergwirt Otto Erhardt scopre la grotta che egli ribattezzerà Tannhäuserhöhle, sperando di usarla come attrattiva turistica. È stata anche valutata la costruzione di una funivia o di un tram per facilitare l'ardua salita.
Con i Giochi Olimpici di Berlino, molti turisti stranieri arrivarono nella regione dell'Hörselberg, dal momento che si poteva comodamente raggiunge in treno dopo aver visitato le montagne di Wutha, Schönau o Mechterstädt-Sättelstädt.

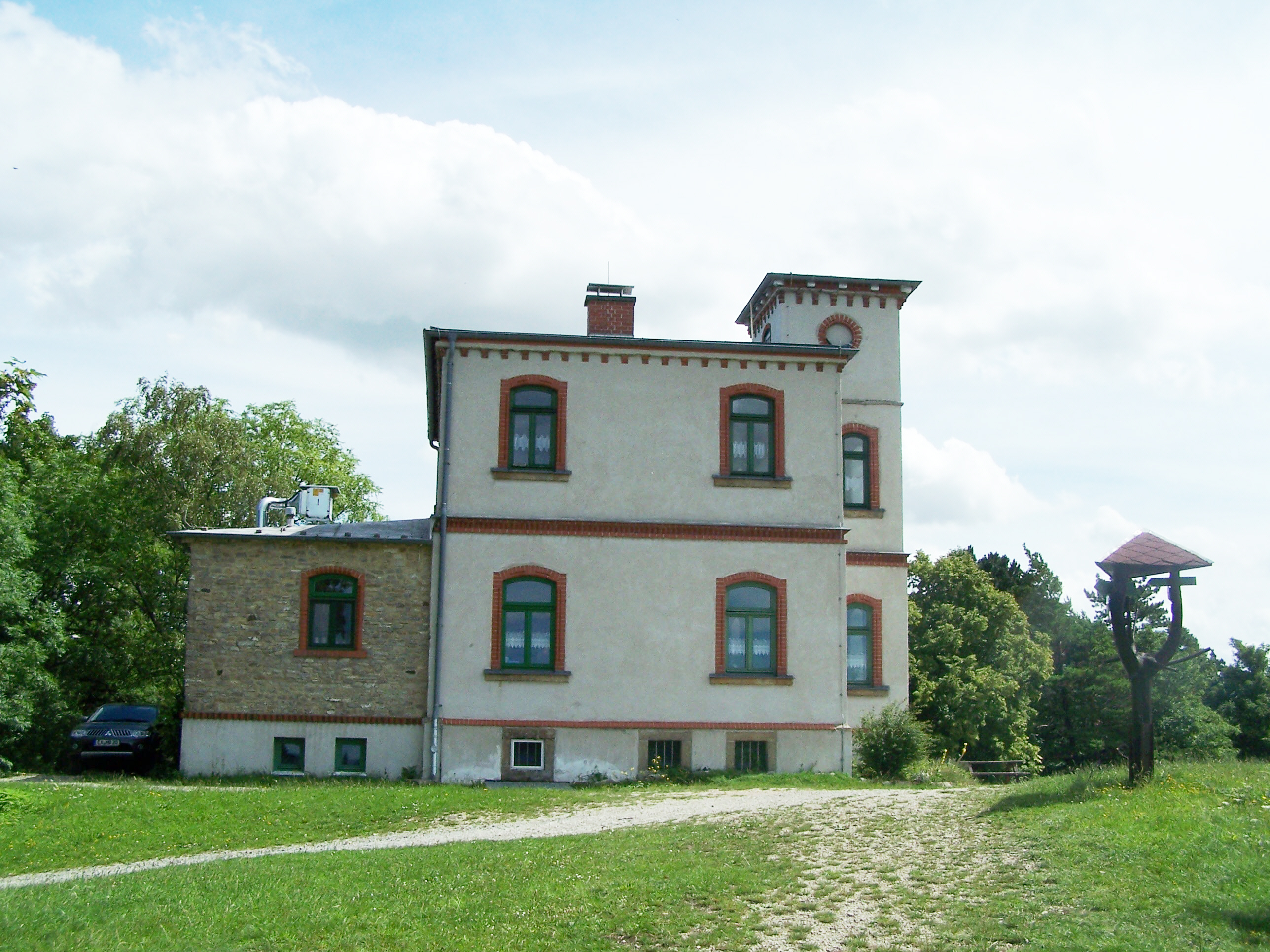
Rifugio Hörselberghaus

Il 29 maggio 1930 l'Hörselberg fu visitato dal dirigibile Graf Zeppelin (LZ 127). Per una strana coincidenza, i piloti di alianti della Turingia avevano iniziato a esercitarsi quello stesso giorno sulla vetta del Großer Hörselberg, al tempo priva di boschi. La pratica di questo sport durò fin quando un ventenne di Eisenach si schiantò a Kälberfeld il 29 dicembre 1930 per una partenza sbagliata, dopodiché le autorità proibirono questa pratica.
Negli anni dal 1937-1940, sul versante meridionale dell'Hörselberg si svolgevano i lavori di costruzione della Reichsautobahn, la rete autostradale del Terzo Reich, e le pendici meridionali vennero quindi rimboschite con legno di conifera per solidificare i versanti. Allo stesso tempo, la foresta sulle pendici settentrionali e orientali veniva rinfoltita poiché la coltivazione agricola diveniva sempre meno ripagata.
Durante la seconda guerra mondiale, lungo l'Hörselberg c'erano diversi punti di osservazione aerea. Nel 1944, sul Großer Hörselberg si combatterono diverse battaglie aeree durante le quali un aereo americano fu abbattuto e si schiantò contro la parete rocciosa. Gli ordigni inesplosi sono stati recentemente fatte esplodere nell'area scarsamente popolata.

## Monumenti e luoghi di interesse
- Hörselberghaus, rifugio situato sul Großer Hörselberg
- Grotta di Venere e Grotta di Tannhäuser
- Fontana di Jesusbrünnlein sullo Zapfengrund, lungo la via che sale dalla stazione di Schönau (Wutha-Farnroda)
- Museo dell'Hörselberg a Schönau (Wutha-Farnroda)
- Wartburg, castello che domina sulla città di Eisench

## Grotte

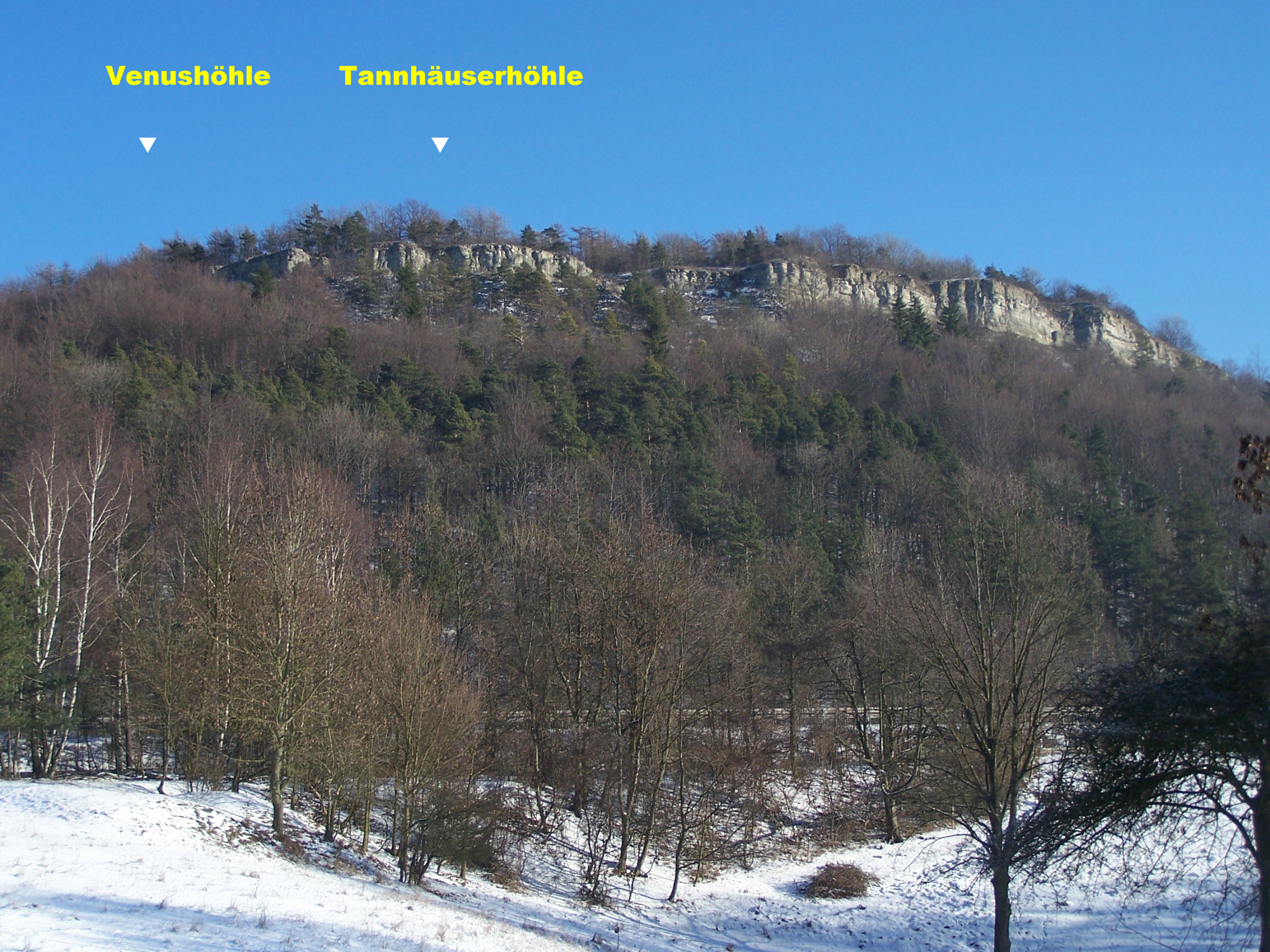
Indicazione delle posizioni delle grotte sul Großer Hörselberg occidentale

Sul versante occidentale del Großen Hörselberg si trovano due grotte:
- la più famosa Venushöhle (grotta di Venere), originariamente chiamata Hörselbergloch o Venusgrotte, che era indicata come la porta di accesso al regno di Venere
- e la Tannhäuserhöhle (grotta di Tannhäuser), scoperta solo nel 1928 nelle vicinanze della prima

Le grotte sono situate nel comune di Hörselberg-Hainich presso la località di Wartburgkreis.

### Posizione
Le due grotte si trovano vicino alla vetta e sono accessibili dal sentiero di cresta del Großer Hörselberg. A circa 2,5 km in linea d'aria in direzione sud-ovest si trova il villaggio di Kahlenberg (frazione del comune di Wutha-Farnroda), e a circa 1,5 km a sud sorge Kälberfeld (frazione di Hörselberg-Hainich). Da entrambi i paesi si accede alla cresta del Großer Hörselberg.
La Venushöhle si trova all'estremità nord del fianco occidentale del Großer Hörselberg ad un'altitudine di 450 m.s.l.m., ed è profonda 15,12 m. Secondo alcuni appunti di Bechstein del XIX secolo la grotta era profonda addirittura 17 Lachter (circa 34 m). L'ingresso è una fessura nella roccia alta un paio di metri e larga poco meno in cui bisogna strisciare per arrivare ad una caverna ove possono trovare posto una quindicina di persone. Il pavimento è scivoloso e si è circondati da miriadi di zanzare che si sono installate qui: certo un po' diverso dal "mitico bordello del medioevo" (Süddeutsche Zeitung 31-Juli 1987) immaginato da Wagner. La cavità è elencata nel registro delle caverne della Germania centrale con il numero 5028 / TH-16.
La Tannhäuserhöhle si trova a circa 100 metri dalla Venushöhle, ma sul fianco meridionale della montagna, a 470 m.s.l.m.. Questa è profonda 107,75 m, e attraversa la montagna con diverse svolte, con orientamento generale nord-sud. La grotta è identificata dal numero 5028 / TH-16.

### Esplorazioni
Al di là dei racconti e delle tradizioni, la ricerca scientifica sulla Venushöhle iniziò nel 1854: il medico di Waltershäuser e lo storico locale C. Polack studiarono e ispezionarono l'interno della grotta a proprie spese e ne disegnarono la prima planimetria: i risultati della ricerca furono pubblicati nel 1855 nel quotidiano Illustrirten Zeitung di Lipsia.
Nel 1884 la sezione di Gotha dell'Associazione delle foreste della Turingia decise di promuovere la grotta per renderla una meta escursionistica e un'attrattiva turistica. Per questo venne pubblicizzata la leggenda del Venusberg, già raffigurata nell'opera di Wagner, e vennero predisposti percorsi di accesso rapido per i visitatori. Fino a quel momento, la grotta era profonda pochi passi e non si era seriamente interessati ad esplorarne sistematicamente gli interni.
Nell'ottobre 1928 venne fondato a Erfurt il Thüringer Höhlenverein, un comitato speleologico per l'esplorazione delle grotte dell'Hörselberg. Durante una spedizione della Venushöhle venne notato un altro che fu battezzato Tannhäuserhöhle. La scoperta di questa seconda grotta incoraggiò gli esploratori. Nell'anno seguente il dodicesimo incontro del comitato, presieduto da Hess von Wichdorff, riguardava l'Hörselberg, dove già nel mese di aprile erano iniziati i primi lavori di scavo: furono valutati i primi risultati, e fu proposto un piano per l'allestimento di un museo. Nel 1930 vennero reclutati operai per intensificare gli scavi della Tannhäuserhöhle, e quando furono recuperati i primi fossili, già si iniziò a sperare di aprire il museo, con un hotel sulla montagna e una strada di accesso all'altopiano. Ma a causa della mancanza di fondi, questi lavori furono interrotti nel gennaio 1931, e inoltre nel dicembre 1932 il capo degli scavi Hess von Wichdorff venne a mancare. Comunque grazie a queste opere si era riusciti a studiare approfonditamente la grotta e a trovare reperti interessanti. L'esposizione parziale ha tralasciato ancora un'entrata tra la parete rocciosa e l'altopiano.
Negli anni 70 furono ripresi gli studi sulle due caverne grazie all'associazione culturale Höhlen- und Karstforschung Kittelsthal. Attraverso la ricerca sistematica sono state trovate altre piccole caverne e fessure, come la Wagnerhöhle nel Kleiner Hörselberg.

## La Venusgrotte di Ludwig II
Non si sa se Ludwig II abbia mai visitato la Venusgrotte del Hölsenberg. Certo è che questo fanatico amante della mitologia e della saga germanica (Wagner soggiornava spesso nei suoi castelli e un suo clavicembalo è ancora visibile in Hohenschwanghau), non poteva accontentarsi della modestia di un simile luogo per cui decise, senza badare a spese, di costruirsi una sua Venusgrotte artificiale che fosse all'altezza delle sue esigenze.

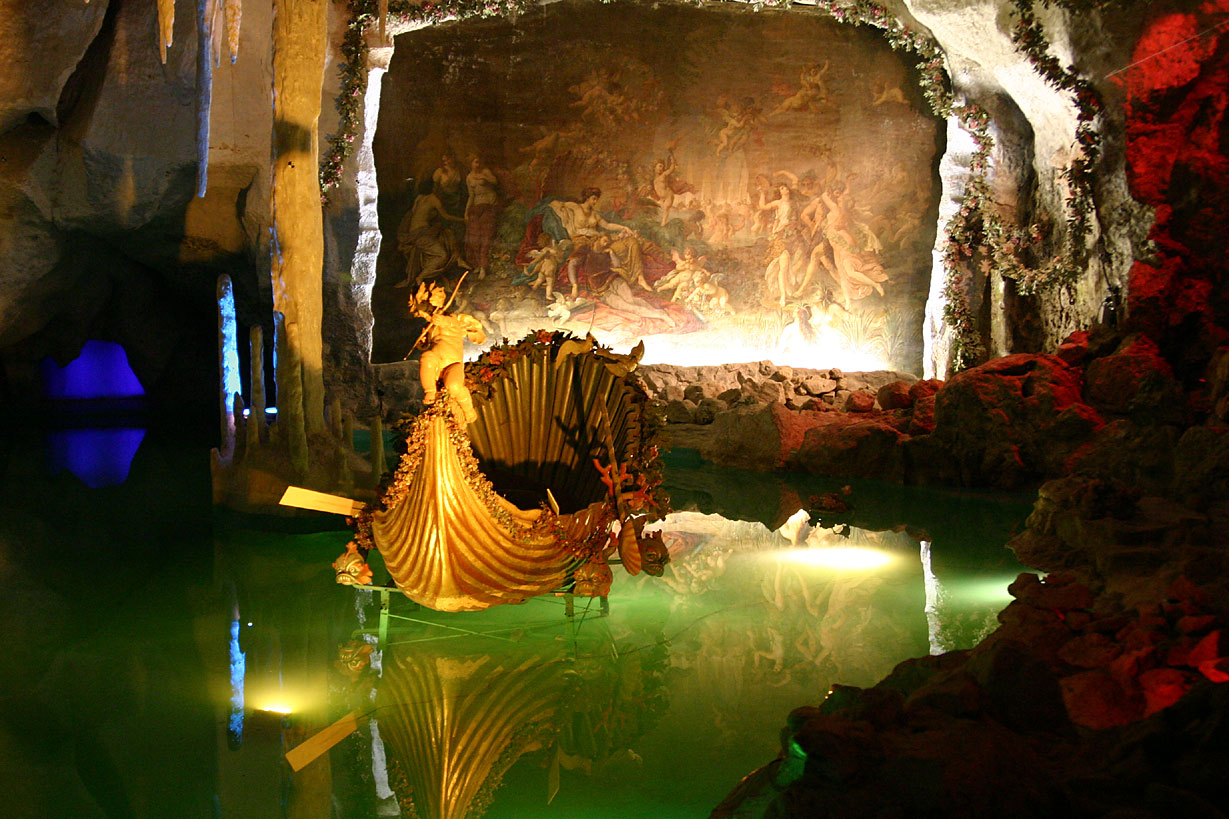
VenusGrotte.

La grotta era un regalo che il Re fece a sé stesso per il suo trentaduesimo compleanno il 25 agosto 1877.
La direzione dei lavori fu affidata all'architetto Carl von Effner che si basò su disegni di Georg Dollmann e la costruzione è di August Dirigl. La grotta contiene una serie di realizzazioni tecniche all'avanguardia per l'epoca in cui fu costruita.
L'illuminazione era realizzata con lampade ad arco di carbonio alimentate da corrente elettrica generata da 24 dinamo mosse da altrettante macchine a vapore, una assoluta novità che Ludwig aveva visto al salone di Parigi e aveva subito ordinato.
La costruzione di una grotta artificiale offriva anche il vantaggio di poter fare un "melange" di varie saghe: quella di Tannhäuser con il suo luogo di delizie dominato dalla dea Venere e quella del Lohengrin con la sua scena ad effetto iniziale, l'arrivo dell'eroe su una barca a forma di conchiglia trascinata da un cigno.
La Venusgrotte può essere visitata nei giardini del castello di Linderhof (Sud Baviera) uno dei suoi tre famosi castelli (i Konigschlosser) (gli altri sono Hohenschwanghau e Neuschwanstein).
L'ingresso alla grotta era costituito da una (falsa) grossa roccia girevole del tipo “apriti sesamo” (oggi questa è l'uscita dei turisti che ne hanno fatto la visita dopo essere entrati dall'originale tunnel di servizio). La grotta è alta circa 10 metri ed è sorretta da piloni di acciaio accuratamente mascherati da stalattiti costruite con cemento misto a materiale rilucente. Il fondo è occupato da un lago sul quale naviga una barchetta a forma di conchiglia.
Alla parete è presente un enorme dipinto in tela protetta da cera e materiale impermeabile (dipinto di August von Heckel) raffigurante il regno di Venere ed il suo amante. Erano disponibili 3 dipinti intercambiabili, che potevano essere illuminati con luci di 5 diversi colori (rosso, rosa, verde, giallo, blu).
Il blu era il colore preferito perché permetteva a Ludwig di ricostruire qui anche il fascino di un altro mito dell'epoca: la Grotta azzurra di Capri. Molti furono i tentativi per ottenere la gradazione di blu/azzurro che soddisfacesse il re: l'architetto viaggiò due volte a Capri per rendersi conto di persona e la fabbrica BASF fu coinvolta con un certo successo visto che mise a punto (ma soltanto due anni dopo la morte del Re) un brevetto per la produzione di indaco sintetico.
Nella grotta erano presenti anche una macchina per la proiezione di un arcobaleno artificiale, un apparato per la creazione di onde nonché sette grandi forni alimentati, con giorni di anticipo, da vari inservienti per rendere confortevole la temperatura altrimenti gelida; c'era anche posto per sei cigni.
Il tetto della grotta è occupato da un serbatoio d'acqua di 900 m³ che permetteva di realizzare una cascata all'interno della grotta (solo per 10 minuti di durata).
Ludwig veniva spesso qui per lo più solo, facendosi accompagnare da un lacchè sulla barca che era trascinata da un'apparecchiatura sotto l'acqua mentre le luci cambiavano di tinta ogni decina di minuti facendo rilucere rocce, onde, cigni, rose, la barca a conchiglia e il re.
Alla grotta furono invitati anche ospiti quali l'attore Josef Kainz, il Segretario di Gabinetto von Müller e anche il suo cavallo preferito.

## Galleria d'immagini

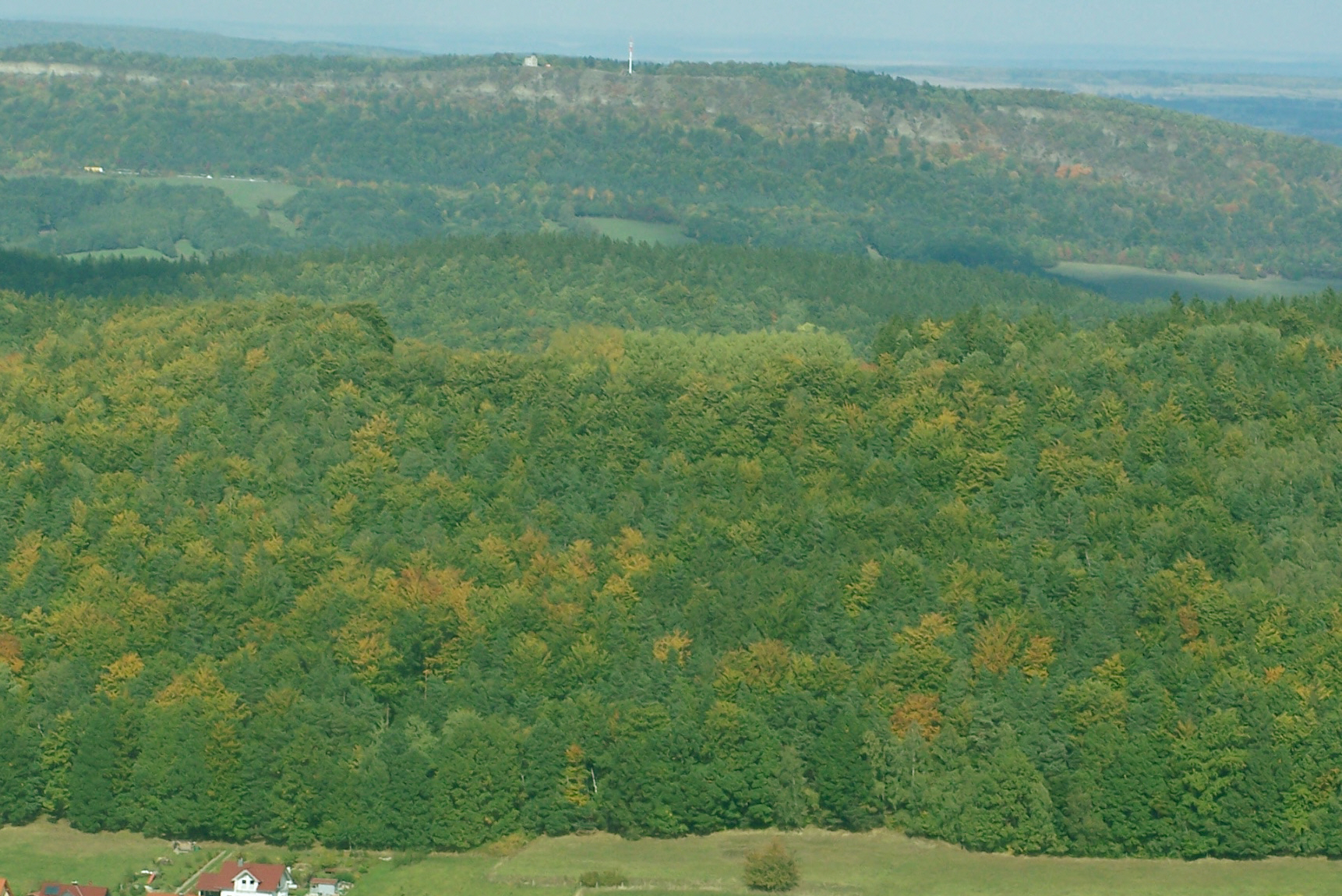
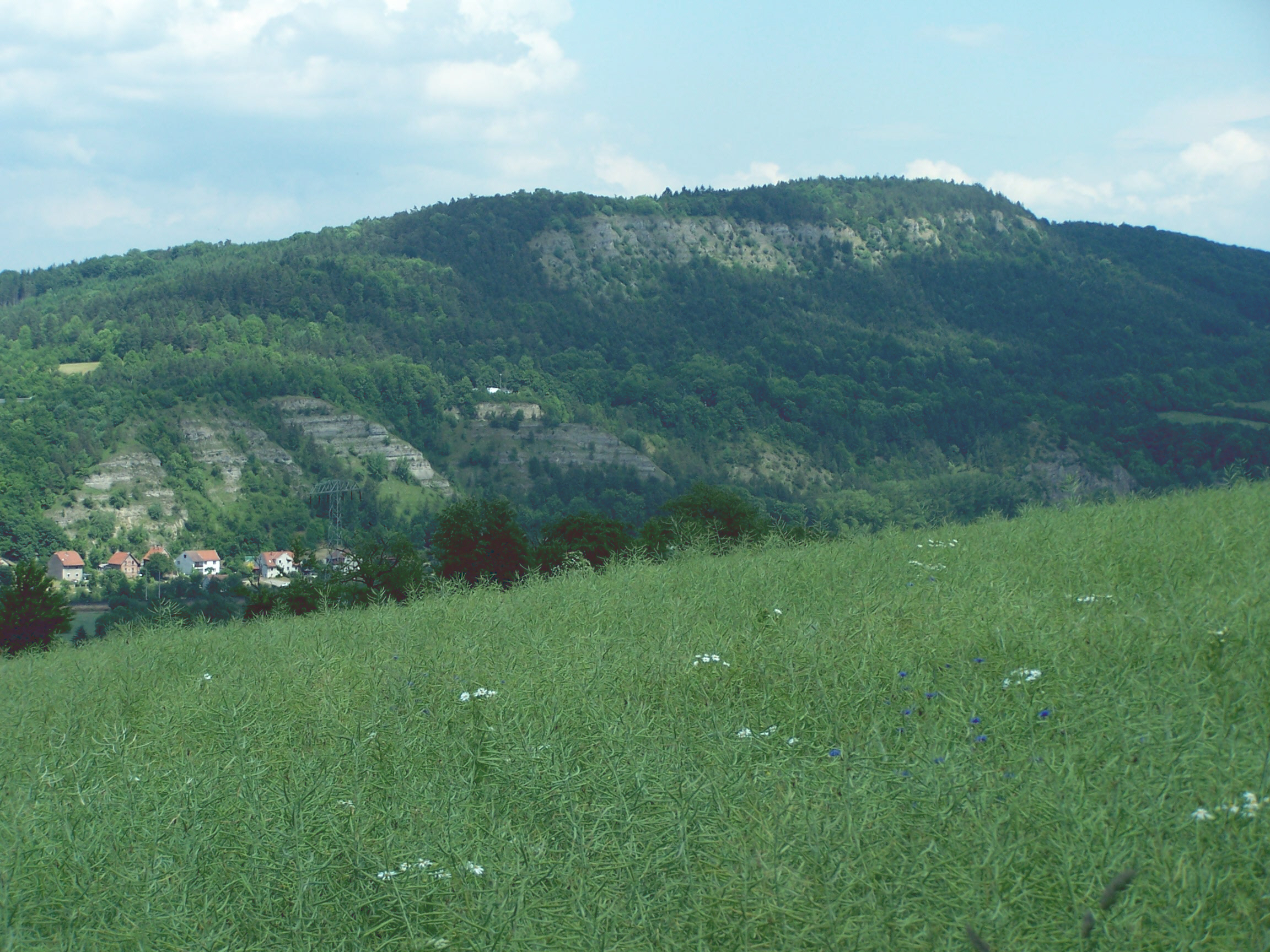
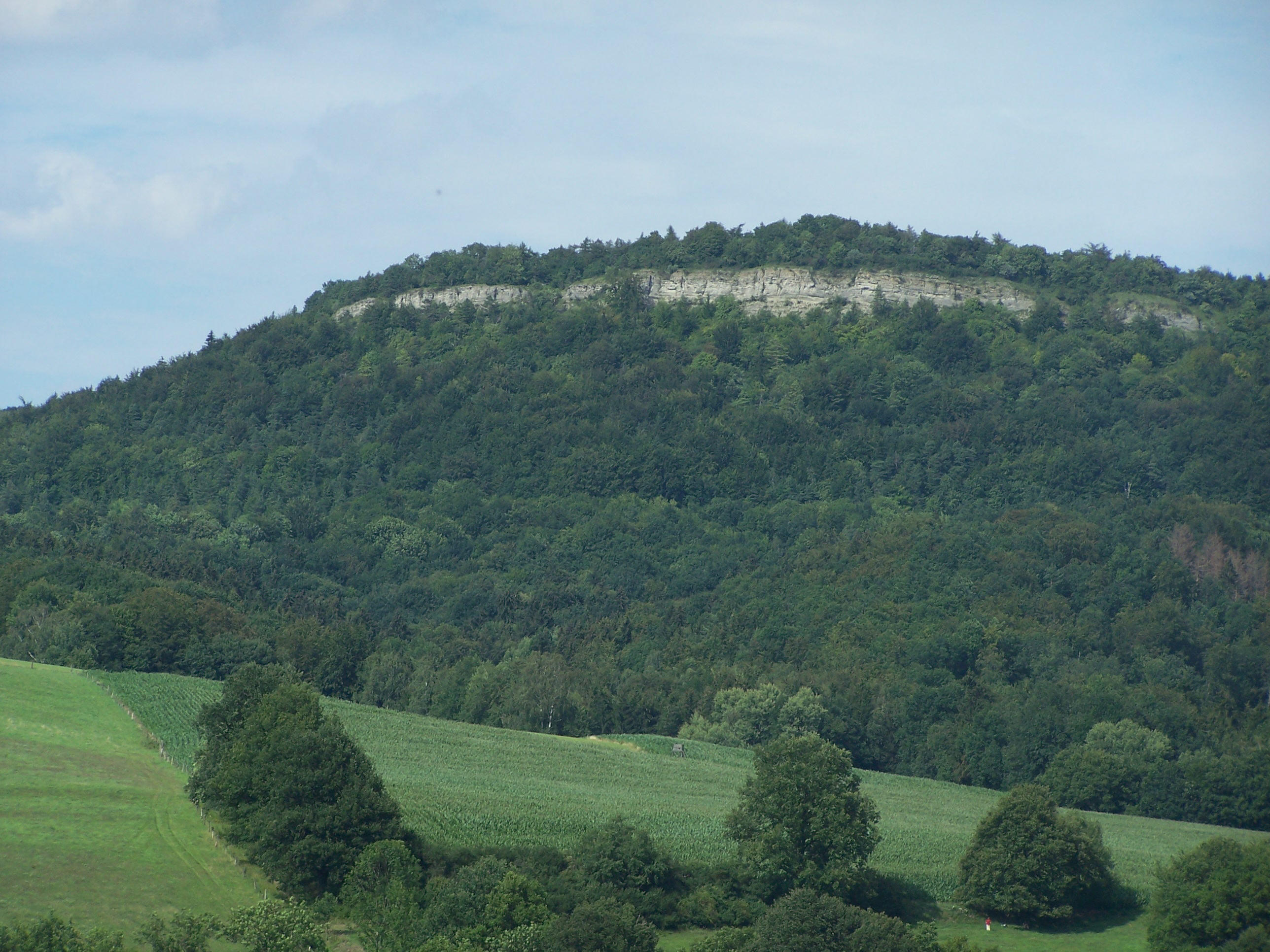
Westhorn del Großen Hörselberges
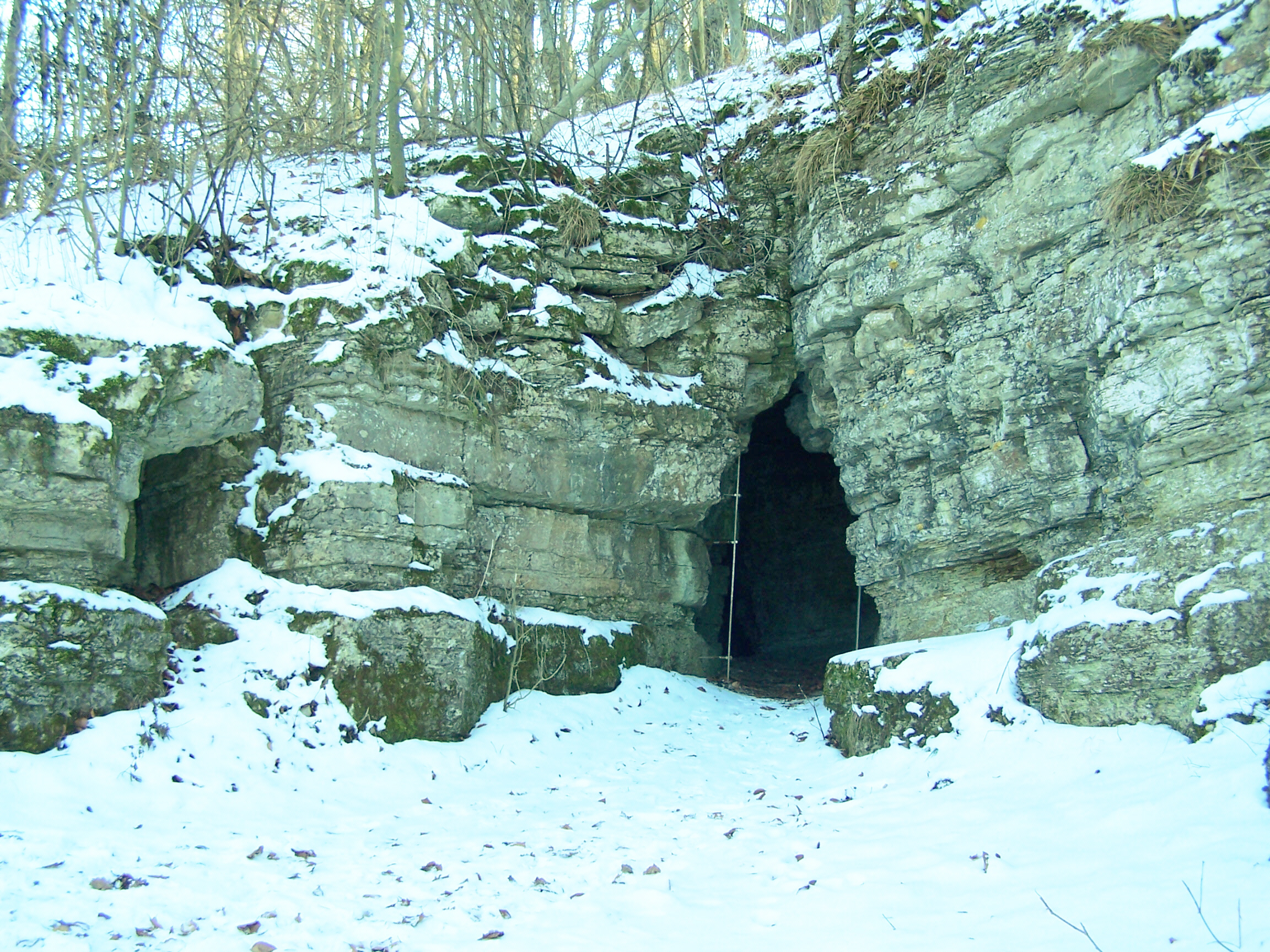
Venushöhle
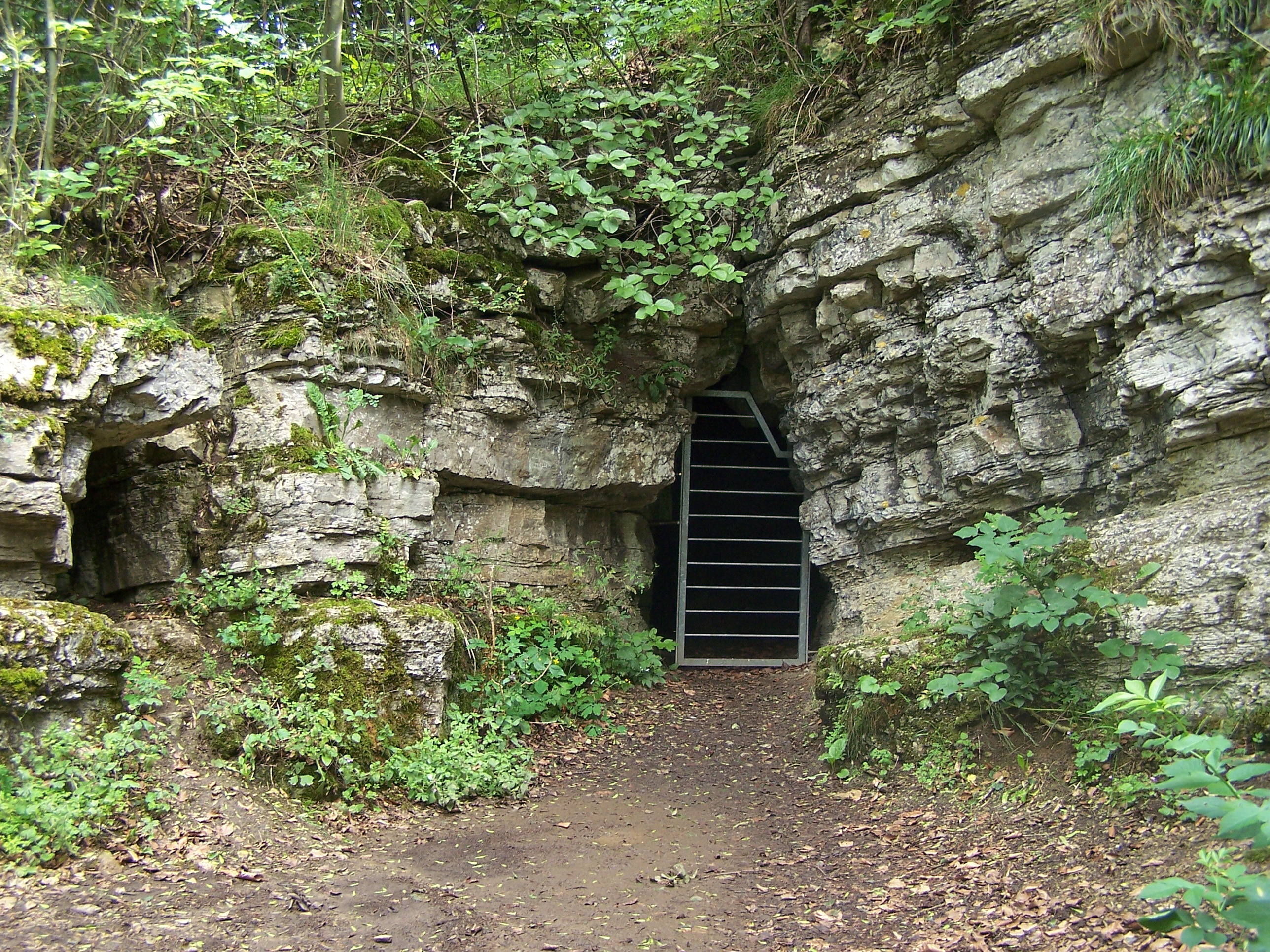
Venushöhle
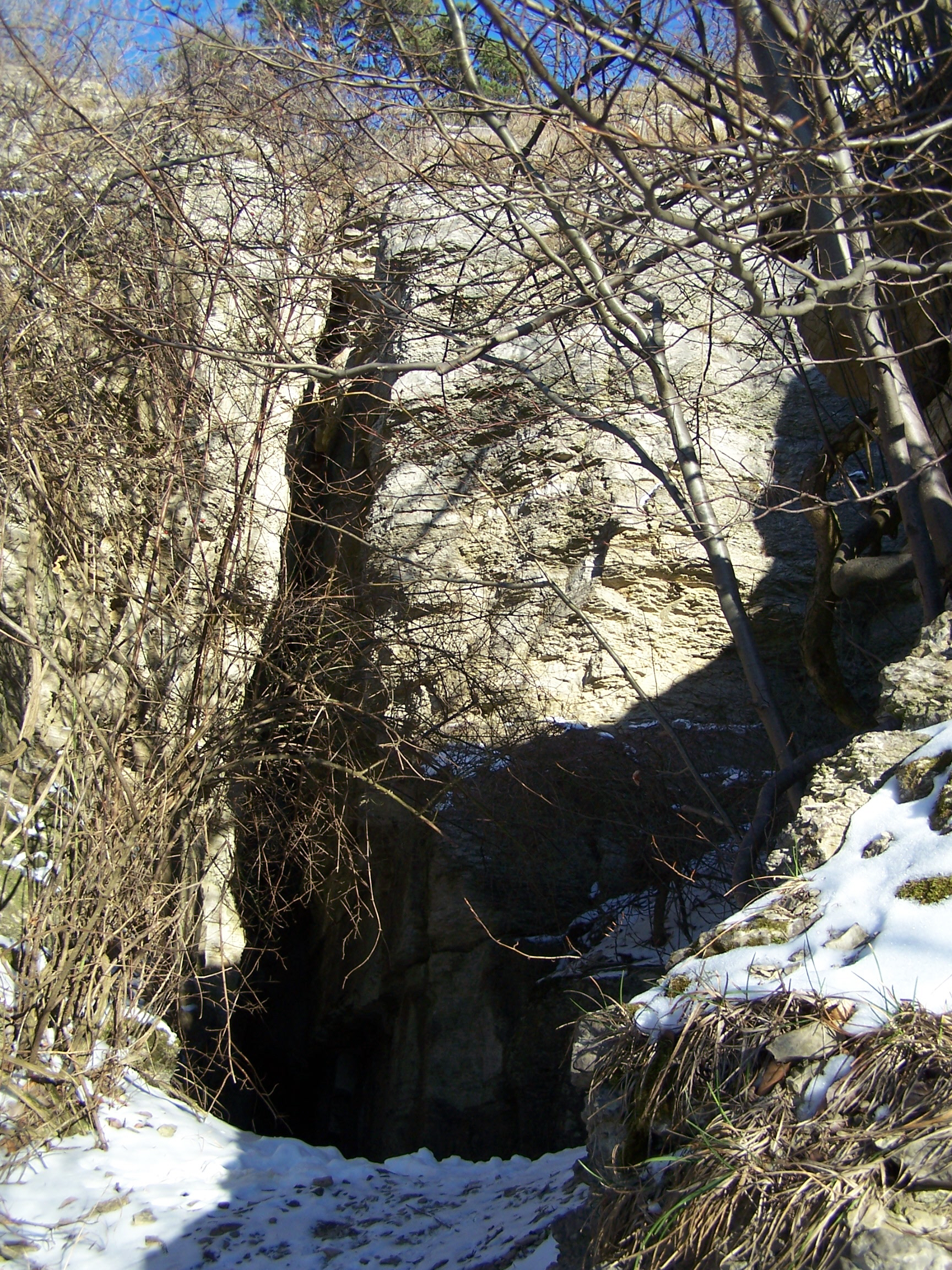
Tannhäuserhöhle
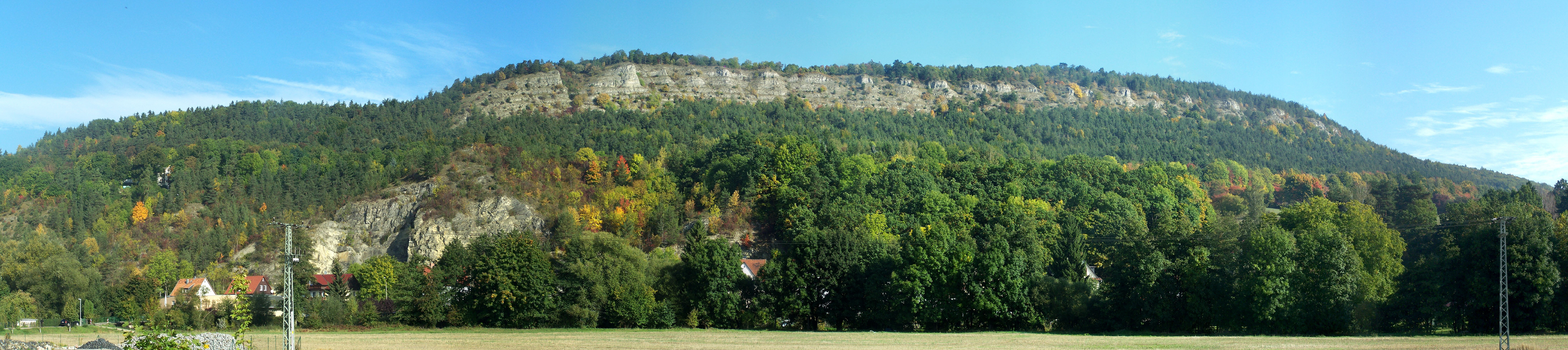
Kleine Hörselberg
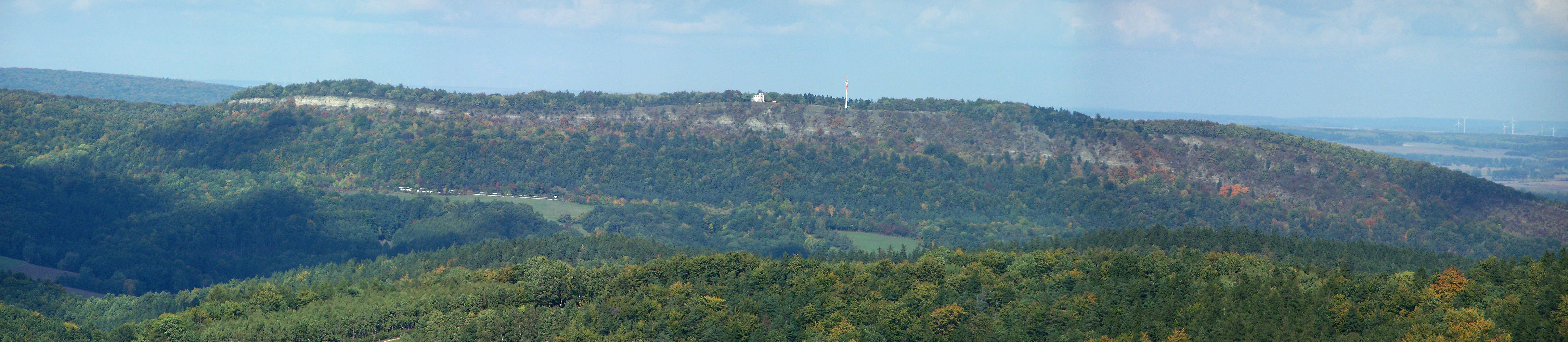
Großer Hörselberg
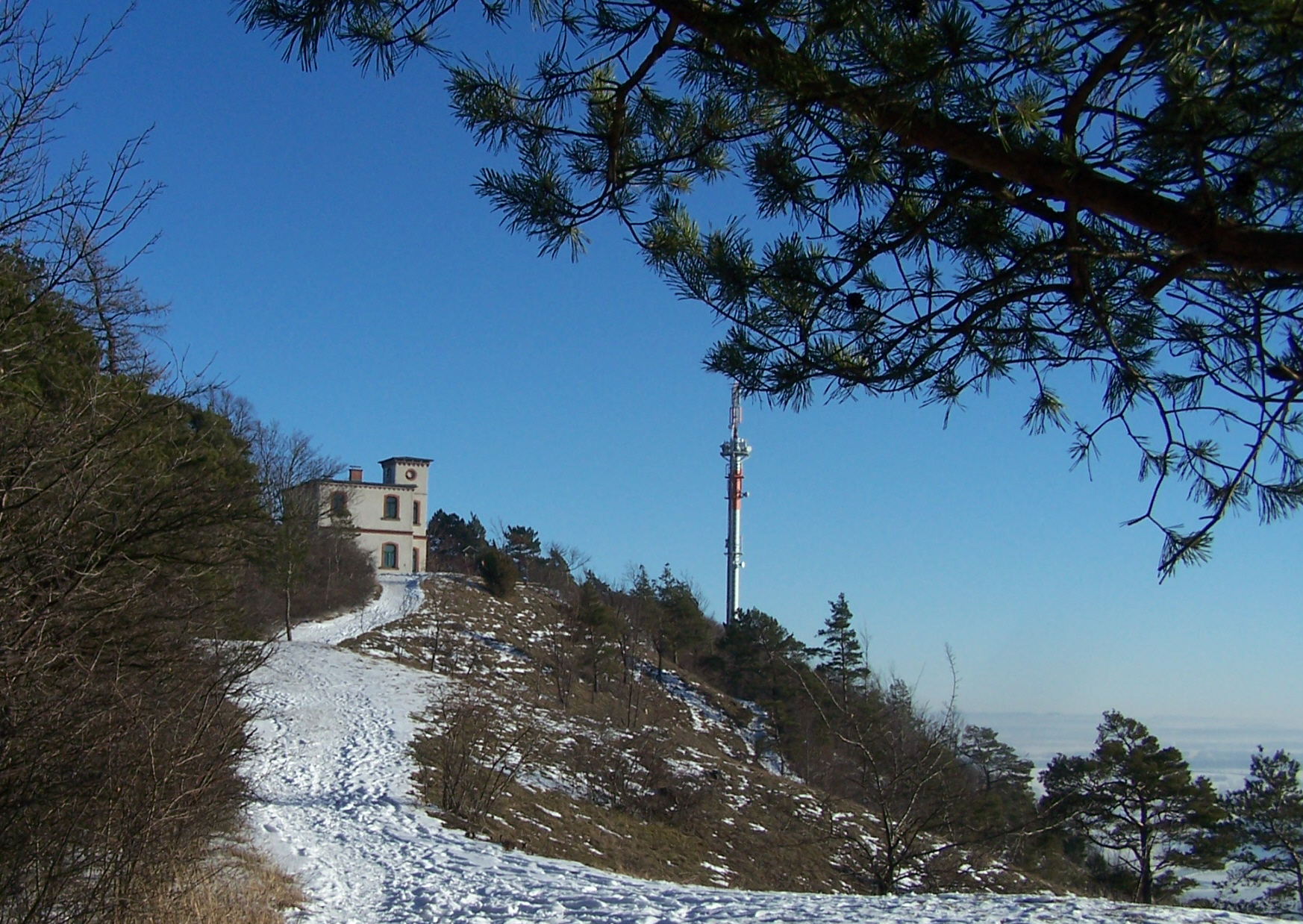
Rifugio Hörselberghaus